# Berane
Berane  (en serbe en écriture cyrillique : Беране) ou anciennement Ivangrad (Иванград, de 1949 à 1992) est une ville et une municipalité du nord-est du Monténégro. En 2003, la ville comptait 11 776 habitants et la municipalité 35 068. La ville et la municipalité comptent une majorité relative de population serbe.

## Géographie
Elle fait partie de l'ancienne région du Sandjak.

## Nom
De 1946 à 1992 Bérane s'est appelée Ivangrad, en référence à Ivan Milutinović (1901–1944), membre des Partisans de Tito pendant la Seconde Guerre mondiale.

## Histoire

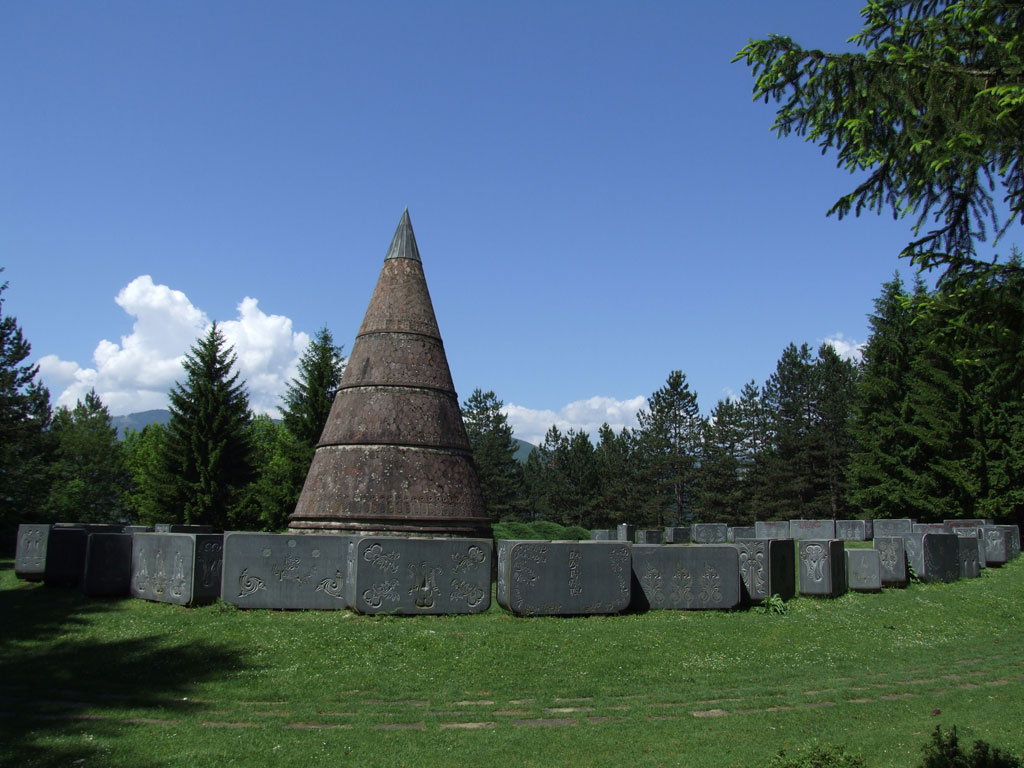
Monument commémoratif de la Seconde Guerre mondiale.

Au cours des siècles passés, des gens de Berane se sont battus pour leur liberté et il y a beaucoup de monuments historiques qui témoignent de ces batailles. Un des plus importants a été construit sur la colline Jasikovac. La colline offre une vue imprenable de la ville. Le monument est situé à l’endroit d’une ancienne forteresse turque. Il a été construit en 1977 et il symbolise la liberté. C’est un cône de dix-huit mètres de haut représentant une balle qui, en abattant leurs oppresseurs, a apporté la liberté aux habitants de Bérane. Autour du cône, une quarantaine d’énormes blocs de granit ont été placés en cercle. L'histoire des peuples et de la ville est écrite sur ces blocs.

## Localités de la municipalité de Berane
La municipalité de Berane compte 66 localités :

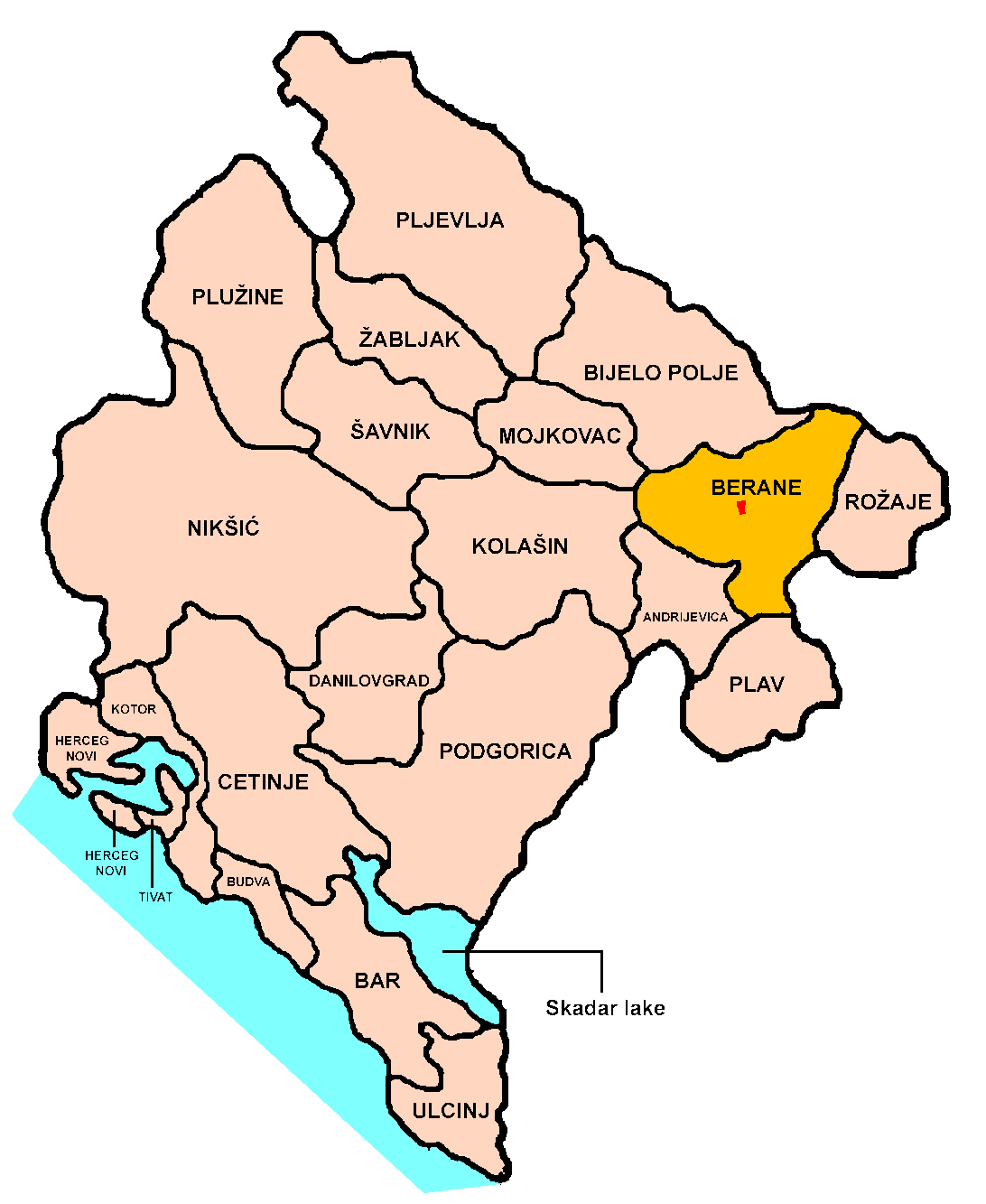
La municipalité de Berane

| - Azane - Babino - Bastahe - Beran Selo - Berane - Bor - Bubanje - Budimlja - Buče - Veliđe - Vinicka | - Vrševo - Vuča - Glavaca - Godočelje - Goražde - Gornja Vrbica - Gornje Zaostro - Dapsići - Dašča Rijeka - Dobrodole - Dolac | - Donja Vrbica - Donja Ržanica - Donje Zaostro - Donje Luge - Dragosava - Zagorje - Zagrad - Zagrađe - Javorova - Jašovići - Johovica | - Kalica - Kaludra - Kruščica - Kurikuće - Lagatori - Lazi - Lubnice - Lužac - Lješnica - Mašte - Mezgalji | - Murovac - Orah - Orahovo - Pahulj - Petnjik - Petnjica - Pešca - Ponor - Poroče - Praćevac - Radmanci | - Radmuževići - Rovca - Rujišta - Savin Bor - Skakavac - Tmušići - Trpezi - Tucanje - Crvljevine - Crni Vrh - Štitari |

## Démographie

### Ville

#### Évolution historique de la population dans la ville
| 1948 | 1953  | 1961  | 1971  | 1981   | 1991   | 2003   |
| ---- | ----- | ----- | ----- | ------ | ------ | ------ |
| 897  | 3 701 | 4 513 | 6 969 | 11 164 | 12 267 | 11 776 |

En 2008, la population de Berane était estimée à 11 547 habitants.

### Municipalité

#### Évolution historique de la population dans la municipalité
| 1948   | 1953   | 1961   | 1971   | 1981   | 1991   | 2003   |
| ------ | ------ | ------ | ------ | ------ | ------ | ------ |
| 27 646 | 30 316 | 34 280 | 40 385 | 42 060 | 38 953 | 35 068 |

## Transport
IVG est le code IATA de l'aéroport de Berane.

## Jumelage
- Kostroma (Russie)
- Čukarica (Serbie)

## Personnalités liées à la commune
- La famille d'Angelin Preljocaj est originaire de la ville.
- Stefan Babović, footballeur, est née à Berane.
- Miomir Dašić, (1930-2020), historien monténégrin, est né à Berane.
- Žarko Obradović, homme politique serbe, est née à Berane.